# Пальцева, Екатерина Андреевна
Екатерина Андреевна Куц (Пальцева) (род. 17 апреля 1997, Краснодар) — российская боксёрша. Выступает за сборную России по боксу, Заслуженный мастер спорта России (2022), чемпионка мира (2019), чемпионка Европы (2018), чемпион мира среди военнослужащих (2021), чемпионка Боливарианских АЛБА игр (2023), шестикратная чемпионка России (2017, 2018, 2019, 2021, 2022, 2023), многократный победитель и призёр международных и национального первенств в любителях.

## Любительская карьера
Екатерина сейчас выступает за Московскую область. Тренируется под руководством Альберта Муталибова. Левша.
В 13 лет начала заниматься боксом. Первым тренером был Александр Владимирович Селищев, мастер спорта СССР, заслуженный работник физической культуры и спорта Кубани. До этого занималась кикбоксингом с раннего детства — уже в четыре года отец стал тренировать её вместе с сестрой, прививая любовь к единоборствам.
В 2018 году, в городе Улан-Удэ, она второй раз подряд выиграла чемпионат России в весовой категории до 48 кг.
На международном турнире в Белоруссии в ходе подготовки к чемпионату Европы 2018 года спортсменка дважды выиграла бои и стала победительницей соревнований.
На чемпионате Европы 2018 года Пальцева одержала победу во всех своих поединках и завоевала титул чемпионки Европы.
На 10-м чемпионате мира по боксу среди женщин в Индии, в поединке 1-го раунда (1/16 финала), 16 ноября 2018 года, Екатерина уступила спортсменке из Филиппин Джози Габуко и завершила выступление на мировом первенстве.
Предолимпийский чемпионат мира 2019 года, который состоялся в Улан-Удэ в октябре, российская спортсменка завершила финальным поединком, победив индийскую спортсменку Манжу Рани по раздельному решению судей. В результате на одиннадцатом чемпионате мира по боксу среди женщин она завоевала титул чемпионки мира.

### 2023 год
В марте 2023 года участвовала на чемпионате мира среди женщин в Нью-Дели (Индия), в весовой категории до 50 кг, где она в первом раунде соревнований по очкам раздельным решением судей (1:4) проиграла итальянке Джордане Соррентино.
А в апреле 2023 года стала победителем в весе до 50 кг V-х Боливарианских АЛБА игр в Каракасе (Венесуэла), где она в финале победила венесуэлку Седено Тайонису.
В ноябре стала победителем Чемпионата России 2023 года, который состоялся в городе Уфе.